# Caroline Lagerfelt
Caroline Lagerfelt, née le 23 septembre 1947 à Paris, est une actrice franco-américaine.

## Biographie
Caroline Lagerfelt est la fille du baron Karl-Gustav Lagerfelt, un diplomate suédois, et de Sara Champion de Crespigny. Après ses études en Europe, elle part pour les États-Unis et apprend le métier d'actrice à l'American Academy of Dramatic Arts. Elle entame ensuite une carrière au théâtre en jouant dans des pièces à Broadway et off-Broadway.
Elle joue surtout au théâtre dans les années 1970 et 1980 avant de se tourner de plus en plus vers la télévision, où elle interprète notamment des rôles récurrents dans les séries Nash Bridges et Gossip Girl. Au cinéma, elle apparaît notamment dans les films Aigle de fer (1986) et Minority Report (2002).

## Filmographie

### Cinéma
- 1986 : Aigle de fer : Elizabeth Masters
- 1995 : Le Père de la mariée 2 : l'infirmière des admissions
- 1995 : FBI, un homme à abattre : une agent du FBI
- 1997 : Glam : Joleen Lemon
- 2002 : Minority Report : Greta van Eyck
- 2006 : Poséidon : Mary
- 2006 : Les Fous du roi : Mme Peyton
- 2012 : Girls Against Boys : Sara Randolph
- 2014 : The Homesman : Netti Svendsen
- 2014 : Mostly Ghostly : Ma goule chérie (Mostly Ghostly: Have You Met My Ghoulfriend) : Old Emma
- 2024 : Mothers' Instinct de Benoît Delhomme : Jean

### Télévision
- 1985 : Hooker (série télévisée, saison 4 épisode 22) : Julia
- 1986 : La Cinquième Dimension (série télévisée, saison 1 épisode 14) : April Hamilton
- 1988 : Equalizer (série télévisée, saison 4 épisode 4) : Evelyn
- 1993 : New York, police judiciaire (saison 4 épisode 5) : Danielle Keyes
- 1994 : Star Trek: Deep Space Nine (série télévisée, saison 2 épisode 25) : Makbar
- 1994 : Urgences (série télévisée, saison 1 épisode 9) : Andrea
- 1995-1996 : Beverly Hills 90210 (série télévisée, 5 épisodes) : Sheila Silver
- 1996-2001 : Nash Bridges (série télévisée, 29 épisodes) : Inger Dominguez
- 2003 : Buffy contre les vampires (série télévisée, saison 7 épisode 17) : Anne
- 2004 : New York, section criminelle : Hannah Heltman (saison 4, épisode 2)
- 2006-2007 : Six Degrees (série télévisée, 4 épisodes) : J. T.
- 2007 : Dr House (série télévisée, saison 4 épisode 4) : Connie
- 2007-2012 : Gossip Girl (série télévisée, 10 épisodes) : Celia Rhodes
- 2009 : Numbers (série télévisée, saison 6 épisode 7) : Rose Harris
- 2012 : Castle (série télévisée, saison 5 épisode 3) : Anjelica Henley
- 2012 : Les Experts (série télévisée, saison 13 épisode 5) : Marjorie Randell
- 2015: chicago med ( série télévisée saison 1 épisode 2 ): carol donovan
- 2015 : Gotham (série télévisée, saison 1 épisodes 12 et 21) : Mme Kean
- 2017 : NCIS Enquêtes spéciales (saison 14 episode 10) : Victoria Mallard
- 2019 : New York, unité spéciale : Tamara Kimbel (saison 20, épisode 11)
- 2020 : À l'ombre des Magnolias (série Netflix) : Paula Vreeland
- 2021 : New York, crime organisé (Law & Order: Organized Crime) : Agnieszka Bogdani, mère de Reggie (saison 2, épisodes 1, 5, 6, 7 et 8)